# سیسوراس
سیسوراس (به اسپانیایی: Cesuras) یک سکونتگاه مسکونی در اسپانیا است.

## خصوصیات
سیسوراس ۷۹٫۵۶ کیلومترمربع مساحت و ۲٬۴۶۳ نفر جمعیت دارد.